# Lončarica
Lončarica is een plaats in de gemeente Grubišno Polje in de Kroatische provincie Bjelovar-Bilogora. De plaats telt 110 inwoners (2001).